# Litván labdarúgó-szövetség
A Litván labdarúgó-szövetség (litvánul: Lietuvos futbolo federacija, rövidítve LFF) Litvánia nemzeti labdarúgó-szövetsége. 1922-ben alapították, következő évtől már a FIFA tagja lett. Az ország a második világháborút követően a Szovjetunió tagjaként nem rendelkezett önálló szövetséggel, a függetlenség visszanyerése után, 1992-től lett az UEFA tagja. A szövetség szervezi a litván labdarúgó-bajnokságot, a litván kupát, és működteti a litván labdarúgó-válogatottat. A szövetség székhelye Vilniusban található.

## Külső hivatkozások
- Hivatalos honlap
- Litvánia Archiválva 2013. július 15-i dátummal a Wayback Machine-ben a FIFA honlapján
- Litvánia az UEFA honlapján